# Alpha Octantis
Alpha Octantis (52 Octantis) é uma estrela na direção da Octans. Possui uma ascensão reta de 21h 04m 43.03s e uma declinação de −77° 01′ 22.3″. Sua magnitude aparente é igual a 5.13. Considerando sua distância de 148 anos-luz em relação à Terra, sua magnitude absoluta é igual a 1.85. Pertence à classe espectral F4III. É uma estrela variável β Lyrae.